# بوريليا غارينية
بوريليا غارينية (بالإنجليزية: Borrelia garinii)‏ هي نوع من البكتيريا، سلبية الغرام، تتبع البوريليا.